# نیروگاه خورشیدی یزد
نیروگاه سیکل ترکیبی خورشیدی یزد یکی از نیروگاه‌های بزرگ خورشیدی ایران است.

## اهداف ساخت
- احداث این نیروگاه در راستای
- توسعه انرژی‌های پاک
- انتقال فناوری ساخت نیروگاه‌های خورشیدی
- بومی کردن صنعت ساخت نیروگاه خورشیدی
- توسعهٔ به‌کارگیری انرژی‌های پاک و کاهش آلودگی‌های زیست‌محیطی
- استفاده بهینه از انرژی سوخت مصرفی
- بالا بردن بازده نیروگاه
- پایداری بیشتر ولتاژ برق در منطقه
- پاسخ به نیازهای روزافزون مصرف برق منطقه ناشی از گسترش واحدهای تجاری، صنعتی و مصارف عمومی و در نتیجه افزایش ظرفیت تولیدی برق در منطقه
- ایجاد زمینه اشتغال در منطقه
- ساخت داخلی تجهیزات نیروگاهی شامل توربین، ژنراتور، بویلر، برج خنک کن
- استفاده از حداکثر توان مهندسی داخل کشور و ارتقای دانش فنی[۱]

عنوان شده‌است.

## مشخصات فنی
نیروگاه خورشیدی و حرارتی یزد از ترکیب سه نیروگاه گازی، بخار و خورشیدی تشکیل شده‌است که به ترتیب ظرفیت بخش گاز آن دو واحد ۱۵۹ مگاواتی، ظرفیت بخش بخار آن یک واحد ۱۳۲ مگاواتی و ظرفیت خورشیدی آن ۱۷ مگاوات است و در نوع خود از جهت تلفیق مزرعه خورشیدی با سیکل متعارف، نخستین نمونه در جهان است. مجموع ظرفیت این نیروگاه در زمان بهره‌برداری و در شرایط ایزو برابر با ۳۰۸ مگاوات است.
ساخت این نیروگاه به منظور تولید برق، در سال ۱۳۸۸ خورشیدی در زمینی به مساحت ۹۰۰ هکتار آغاز شد. قرار است در این نیروگاه از انرژی خورشیدی، با استفاده از فناوری نیروی خورشیدی متمرکز، برای تکمیل فرایند تبخیر آب استفاده شود.
در نیروگاه خورشیدی حرارتی یزد از توربین گاز V94.2 و بخار E Type (E30-16-1-1×۶٫۳) استفاده شده‌است. همچنین انرژی برق تولید شده در این نیروگاه توسط پست و خط انتقال ۲۳۰ کیلوولت به شبکه سراسری منتقل می‌شود.
بخش خورشیدی نیروگاه، قرار است حدود ۵۰ هکتار را تحت پوشش آینه‌های خود قرار دهد. بلندی برج خنک‌کننده این نیروگاه نیز ۱۱۳ متر است.
متاسفانه علیرغم صرف هزینه های ریالی و ارزی گزاف و تهیه عمده تجهیزات خارجی از جمله آینه ها و لوله های جاذب همچنین آماده سازی سایت و فنس کشی ، پیمانکار علیرغم قرارداد ترک تشریفات و اخذ مجوز از شورای اقتصاد و دریافت تقریبا تمامی مبلغ قرارداد به بهانه های مختلف از جمله عدم صرفه اقتصادی و تحریمها از سال 1385 تاکنون از اجرای بخش خورشیدی خودداری کرده است. و عملا پروژه متوقف و تعطیل شده است. این درحالیست که تجهیزات خریداری شده در زمین پروژه تخلیه و در حال نابودی است.
جهت فعال شدن پروژه و جلوگیری از خسارت بیشتر به بیت المال ، پیگیری و دلسوزی مدیران و مسوولین استانی و کشوری لازم است.